# Conus centurio
Conus centurio é uma espécie de gastrópode do gênero Conus, pertencente à família Conidae.

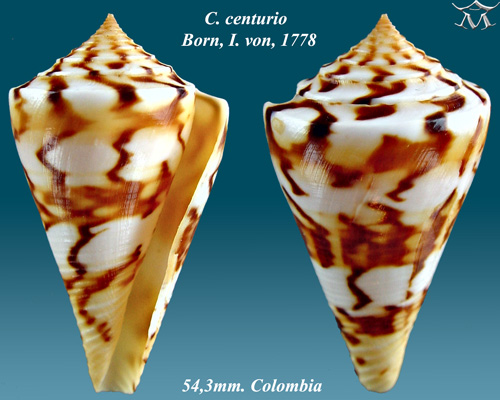